# Yannick Bru
Yannick Bru (Auch, 22 maggio 1973) è un ex rugbista a 15 e allenatore di rugby a 15 francese, che giocava nel ruolo di tallonatore. Dal 2023 è il tecnico del Bordeaux Bègles.

## Biografia
Proveniente dall'Auch, squadra della sua città, ha praticamente sempre militato nel Tolosa per tutta la sua carriera professionistica, a eccezione di una stagione trascorsa nel Colomiers.
Tallonatore, con il Tolosa Bru si è laureato due volte campione di Francia e altrettante campione d’Europa.
Esordiente in Nazionale francese relativamente tardi, a 28 anni nel 2001 (17 novembre, avversario l'Australia), Bru ha preso parte alla Coppa del Mondo di rugby 2003, classificandosi quarto.
Ha inoltre partecipato ai tornei del Sei Nazioni 2002 e 2004, vincendoli entrambi con il Grande Slam.
Al termine della stagione 2006-07 si è ritirato dall'attività agonistica e dalla stagione successiva è entrato nello staff tecnico del Tolosa come allenatore in seconda.

## Palmarès

### Giocatore
- Campionati francesi: 2
Tolosa: 1998-99, 2000-01
- Coppe di Francia: 1
Tolosa: 1997-98
- Heineken Cup: 2
Tolosa: 2002-03, 2004-05

### Allenatore
- Champions Cup: 1
Bordeaux: 2024-25